# Tarašča
Tarašča (in ucraino Тараща?) è una città dell'Ucraina (9 689 abitanti) situata nel distretto di Bila Cerkva, nell'oblast' di Kiev. Ospita l'amministrazione della comunità territoriale di Tarašča, una delle comunità territoriali dell'Ucraina.
Fino al 18 luglio 2020 Tarašča è stata il centro amministrativo del distretto di Tarašča, abolito come parte della riforma amministrativa dell'Ucraina, che ha ridotto a sette il numero dei distretti dell'oblast' di Kiev. L'area del distretto di Tarašča è stata trasferita al distretto di Bila Cerkva.